# Les Bantous de la capitale
Les Bantous de la capitale est un groupe musical de rumba congolaise de la république du Congo.

## Origines
Succédant aux orchestres tels que Mélo Congo d'Emmanuel Damongo-Dadet créé à la fin des années 1940, Les Bantous de la capitale figure parmi les premiers orchestres du pays. 
En avril 1959 à Léopoldville (actuelle Kinshasa), se tient une rencontre de musiciens congolais originaires de Brazzaville. Ils sont cofondateurs et anciens sociétaires des orchestres TP OK Jazz et Rock A Mambo. Les six présents sont : Jean-Serge Essous (chef de file du TP OK Jazz en 1956), le chanteur Édouard Nganga dit « Ganga Édo », Célestin Kouka dit « Célio », Daniel Loubelo dit « De la Lune » (OK Jazz), Nino Dieudonné Malapet (fondateur en 1957 du Rock A Mambo) et Saturnin Pandi (Rock A Mambo). Très vite, l'idée de créer l'orchestre Bantou s'impose.
Le 15 août 1959, un concert organisé au bar-dancing « Chez Faignond » de Poto-Poto marque la naissance de l'orchestre. Le clarinettiste Essous dirige ses huit autres condisciples :
- Chant :  Ganga Édo et Célio ;
- Guitare basse : De la Lune ;
- Percussions : Saturnin Pandi ;
- Guitare solo : Dicki Baroza ;
- Guitare rythmique : Jacques Dignos ;
- Batterie : André Aribot ;
- Maracas : Damiens Evongo.

Ce n'est que plus tard, en 1961, que Nino Malapet rejoint les Bantous, après la disparition de son orchestre Rock A Mambo à Pointe-Noire. Il prend la succession d'Essous en tant qu'inspirateur et chef d'orchestre.
Ce groupe, qui fête ses 60 bougies en 2019,, figure parmi les plus célèbres représentants de la rumba congolaise du début des années 1960 au milieu des années 1970. C’est le seul orchestre parmi ceux créés avant les indépendances, qui a survécu aux aléas de l'histoire du pays.
Les Bantous de la capitale est avant tout, un club d'amis, qui a au fil du temps acquis une notoriété nationale et internationale. Il a accompagné la vie sociale, politique et culturelle du Congo.

## Membres
Le groupe a porté différents noms : Bantous De Brazza, Bantous Monument, Les Bantous, Les Krakmen[réf. nécessaire].
Les différents membres sont ou ont été :
- André Aribot, batteur cap-verdien débauché auprès d’un groupe sénégalais de passage à Léopoldville[3]
- Théophile Bitsikou « Théo » (Chant)
- Francis Bitsoumanou « Céli Bitsou »  (Bassiste)
- Gerard Biyela « Gerry » (Guitare)
- Michel Boyibanda (Chant)
- Édouard Nganga « Édo » (Premier chanteur et membre fondateur)
- Alphonse Ntaloulou (Bassiste)
- Celestin N'Kouka « Célio » (Second chanteur)
- Daniel Loubelo « De La Lune » (Guitare basse)
- Nicolas Dicky Baroza (Guitare solo)
- Domingo Louya
- Jean-Serge Essous (chanteur, clarinettiste, trompettiste et compositeur)
- José Missamou (Chant)
- Lambert Kabako (Chant)
- Jacques Mambau « Jacky » (Guitare)
- Kosmos Moutouari « Kosmos » (Chant)
- Laurent Kabako (Chant)
- Jean-Marie Kabongo (Trompette)
- Fredy Kebano (Claviers)
- Malonga Rikky (Percussions-drums)
- Samuel Malonga « Samy trompette » (Trompette)
- Simon Mangouani (Chant)
- Joseph Mulamba « Mujos » (Chant)
- Dieudonné Malapet « Nino »
- Denis Pambou Tchicaya dit Tchico Tchicaya (Auteur-compositeur, guitariste, interprète et arrangeur)
- Pamélo Mounka (Auteur-compositeur, chanteur)
- Antoine Nedule Monnswet dit « Papa Noël » (Guitare)
- Passy Ngongo Mermans (Guitare)
- Pouela Dupool
- Rikky Siméon
- Joseph Samba « Mascott » (Guitare basse)
- Saturnin Pandi « Ben » (Batteur, Percussions)

## Participations
- 1966 : 1er Festival mondial des Arts nègres à Dakar

- 1969 : 1er Festival culturel panafricain d'Alger

- 1974 - 1975 : Tournée artistique à Cuba

- 1978 : 11e Festival mondial de la jeunesse et des étudiants à La Havane

- 1977 : 2e Festival culturel panafricain de Lagos

## Discographie
Les Bantous de la Capitale possèdent une discographie particulièrement riche et variée, s'étendant sur plus de six décennies. Parmi leurs albums les plus emblématiques :

## Filmographie
- 2010 : Les Bantous de la capitale de Noëlle Ntsiessie-Kibounou (France, République du Congo ; 26 minutes ; DV Cam ; collection Talents du Congo[6])